# Frecher-Mario-Kunstpreis
Der Kunstpreis Der Freche Mario ist ein Wettbewerb für Blasphemie-Kunstwerke verschiedener Genres (u. a. Cartoons, Skulpturen, Texte, Kabarettbeiträge, Musikstücke, Kurzfilme). Er zielt auf die Abschaffung des § 166 StGB (Beschimpfung von Bekenntnissen, Religionsgesellschaften und Weltanschauungsvereinigungen). Er wird seit 2008 vergeben und ist mit bis zu 6000 Euro Preisgeld dotiert.

## Geschichte und Organisatoren
Der Kunstpreis wurde 2008 von Wolf Steinberger, dem damaligen Vorsitzenden des Bundes für Geistesfreiheit (bfg) München, gestiftet und seinem verstorbenen Sohn Mario gewidmet. Neben dem bfg München wird der Kunstpreis seitdem von einem offenen Kreis von Organisationen ausgeschrieben, finanziert und organisiert. Zuletzt (2019) bestand der Kreis aus bfg München, Galerie der Kirchenkritik, Giordano-Bruno-Stiftung, Kulturbühne Hinterhalt und Radiosender 84 GHz. Koordinatorin ist die Unternehmerin Assunta Tammelleo.
Im Alibri-Verlag erschien 2017 ein Bildband mit über 50 ausgewählten Kunstwerken aus den Wettbewerben der Jahre 2008 bis 2016. Die Süddeutsche Zeitung schrieb 2016, dass die Einsendungen zum Frechen-Mario-Kunstpreis „zum Schießen komisch, andere nachdenklich, wieder andere einfach nur wahr und deshalb schmerzhaft“ seien.
Seit dem islamistisch motivierten Terroranschlag auf die Redaktion des französischen Satire-Magazins Charlie Hebdo im Jahr 2015 findet ein jährlicher Benefiz-Gedenkabend am Anschlagstag 7. Januar statt, auf dem Gelder für den Kunstpreis gesammelt werden. 2020 war Gerhard Haderer Schirmherr der Veranstaltung. Zu den Mitwirkenden der Benefizveranstaltung am 7. Januar 2020 gehörte der Kabarettist HG Butzko. Hierzu sagte er in der Süddeutschen Zeitung: „So lange man bei uns noch für die Verunglimpfung des Bundespräsidenten oder religiöser Bekenntnisse unter dem fadenscheinigen Argument, den öffentlichen Frieden wahren zu wollen, angeklagt werden darf, gibt es noch einiges zu tun.“

## Ziel
Der Kunstpreis wurde nach Angaben der Organisatoren ins Leben gerufen, um die Forderung nach Abschaffung des § 166 StGB (Beschimpfung von Bekenntnissen, Religionsgesellschaften und Weltanschauungsvereinigungen) zu unterstreichen. Gerade in Zeiten von Angst vor vermeintlich religiös begründeten Anschlägen sei es wichtig, die im Grundgesetz verankerte Meinungsfreiheit beizubehalten und zu fördern. Gesucht werden Kunstwerke (u. a. Cartoons, Skulpturen, Texte, Kabarettbeiträge, Musikstücke, Kurzfilme), die sich ohne „Schere im Kopf“ mit übernatürlichen Vorstellungen und „sogenannten ewig währenden Wahrheiten“ künstlerisch auseinandersetzen.

## Preisgeld
Die Veranstalter haben je nach Spendenaufkommen pro Ausschreibung 3000 Euro bis 6000 Euro auf jeweils 3 Preisträger ausgeschüttet.

## Preisträger

### 2019: Gewinner
1. Preis: Martin Perscheid
2. Preis: Holger Paetz
3. Preis: Piero Masztalerz[9]

Sammlung aller Einsendungen.

### 2016: Gewinner
1. Preis: Katharina Greve
2. Preis: Denis Metz
3. Preis: Achim Stößer[11]

#### Sonderpreis Musik
- Jens-Uwe Bartholomäus und Steffen Holzkamp
- Rainer Schacht

### 2014: Gewinner
1. Preis: Anonymus (Ruth Hebler)[12]
2. Preis: Piero Masztalerz
3. Preis: Steve Geshwister[13]

### 2012: Gewinner
1. Preis: Miguel Fernandez
2. Preis: Jan-Michael Richter
3. Preis: Piero Masztalerz[14]

#### Ehrenpreis
- Wolfram P. Kastner
- Rolf Heinrich

### 2010: Gewinner
1. Preis: Olaf Encke / Claudia Romero
2. Preis: Wolfgang Norden
3. Preis: Ulf Grenzer[15]

### 2008: Gewinner
1. Preis: Salvatore Pertutti
2. Preis: Leo Lukas
3. Preis (geteilt): Til Mette, Dieter Wessinger[16]